# Radio Chiclana
Radio Chiclana es una emisora de Radio municipal de Chiclana de la Frontera, en la provincia de Cádiz. Su frecuencia actual es 107.7 y pertenece a la empresa de radiodifusión Chiclanera EMSISA,donde también forma parte de las Emisoras municipales de Andalucía y de la Onda Local de Andalucía. Por último, su actual presidente es Antonio González.

## Historia
Lleva emitiendo desde el 13 de junio de 1985, y antes su plató se encontraba ubicado en la Calle Capote, en la zona de Fuente Amarga. Su frecuencia era la 101.0, y se inauguró como emisora municipal en la Calle La Vega entre 1989/1990. En 1996 se estableció la Licencia por la Junta de Andalucía para la radiodifusión de la emisora, y en los 2000 entró a formar parte de la Asociación de Emisoras Municipales de Andalucía, y de la Onda Local de Andalucía. 
Por motivos de cambios, la frecuencia fue cambiada al 107.7, que es la que actualmente tiene, y hoy en día se encuentra la estación de radio ubicada dentro del Centro de Iniciativas Juveniles Box, ubicado en la Calle Severo Ochoa, en la zona de Urbisur.Por último Radio Chiclana ha sido testigo de mucha historia en la localidad, más de 30 años emitiendo contenido, exactamente un cuarto de siglo.
La programación de Radio Chiclana se basa en noticias locales y programas de entretenimientos, además allí se emitió la 30 edición del programa conoce Andalucía. También Psicología al Día, un programa nativo de está emisora. En 2017 organizaron la gala Radio Chiclana al Corazón, la cuál era para recaudar fondos para la Asociación de Reyes Magos de la localidad Chiclanera.
Radio Chiclana es la única emisora nativa con la que cuenta Chiclana, habiendo solo un canal de Radio en la localidad